# Altar (formație)
Altar este o formație românească rock, înființată în anul 1991 la Cluj-Napoca.

## Scurt istoric

### The Last Warning
În scurt timp de la înființare, în urma unei activități ascensionale, prin participarea la cele mai importante manifestări de gen alături de nume sonore ale rock-ului internațional precum Ian Gillan, Uriah Heep, Anathema, apariții TV și susținerea de concerte în orașe mari ale țării, grupul Altar se impune printre cele mai vehiculate nume ale rock-ului din România.
„Altar este unică în istoria rock-ului românesc. După știința mea, nici o altă trupă nu a avut un impact imediat cu publicul. Or, dacă impactul s-a produs atat de repede, asta înseamnă ca Altar vorbește pe limba generației lor.”—Aurel Mitran, impresar muzical
Concepția muzicală deosebită și apariția scenică efervescentă fac ca grupul să se bucure de o mare popularitate în rândul publicului și de aprecierea criticilor de gen. Astfel, grupul Altar este desemnat de presa de specialitate drept cel mai bun new-comer al anului 1992.
„Nu vreau să jignesc celelalte trupe, dar trebuie să spun că Altar este de departe cu o clasă peste ceea se petrece în muzică la ora asta în România”—Joey de Alvare, producător muzical
În 1993, Altar lansează primul album, „The last warning”. Acesta este cel mai bine vândut album de rock de dupa 1989, iar trupa primește premiul Pop Rock & Show pentru cel mai bun grup de muzică rock în 1993. În 1994, Altar participă la „Manic Depression Tour”, turneu internațional, alături de Era, Anathema și Schnit Acht.

### Respect
Altar înregistrează și lansează al doilea album în 1995. Noul produs, Respect, este susținut de o apariție live în cadrul celui mai important eveniment rock al anului, Skip Rock, alături de Kreator și Iron Maiden. La 5 ani de la înființare, Altar obtine o dublă reușită: desemnarea drept cel mai bun grup rock din România în 1995, iar albumul Respect primește calificativul de cel mai bun album al anului.
„Dacă ar fi să aruncăm o privire asupra rock-ului românesc, mai ales în ultimii ani, nu va fi deloc dificil să remarcăm ascensiunea rapidă pe care a cunoscut-o grupul clujean Altar. O ascensiune datorată, evident, modului de exprimare ales, dar aș zice că în cea mai mare măsură succesul grupului s-a bazat pe show-urile cu mare priză la public, oferite de câte ori s-a ivit ocazia. Pe bună dreptate, putem spune că Altar este cea mai bună trupă (de rock) din țară la ora actuală.”—Revista Heavy Metal Magazine, 1995
Succesul trupei continuă în 1996 când, în urma unui CD Respect trimis organizatorilor festivalului Sziget, aceștia invită formația Altar să susțină un recital pe scena mare a festivalului, alături de Iggy Pop și Prodigy.

### Born Again
În 1998, la împlinirea a 7 ani de existență, grupul Altar scoate pe piață al treilea album, cu o muzică actuală care îmbină stilul inconfundabil al trupei cu o orchestrație inspirată. Noul album, Born Again, se bucură de mare succes și pozitionează din nou formația în postura de lider al genului rock în România. În 1999, pe fondul unei căderi a genului muzical la nivel internațional în general, și în România în mod special (intrarea pe piață a curentului dance face ca cei implicați în industria muzicală să se orienteze în această direcție), membrii trupei hotărăsc că e momentul pentru o pauză.
În 2003,  Altar revine în forță și deschide concertul Sepultura de la București cu un recital „best of” care instalează delirul în rândul publicului prezent la Arenele Romane. Răspunsul publicului a contribuit la hotărîrea formației de a reveni pe scena rock-ului românesc.
Începând cu toamna anului 2004, formația intră într-un circuit de concerte de club în orașe din țară, sub titulatura „Altar 13 ani”, toate aparițiile de acest gen bucurându-se de un mare succes. Ca urmare, în 2005, Altar este invitată să susțină recitaluri la cele mai importante evenimente rock ale anului: Top T (Buzău), Felsziget (Târgu Mureș), FânFest (Roșia Montană), Stufstock (Vama Veche), Rock Your Mind (București), impresia generală a organizatorilor și a celor prezenți fiind aceea că Altar a fost cea mai „tare” trupă dintre cele care au susținut recitaluri în cadrul acestor evenimente.

### Atitudine
La începutul anului 2006 Altar lansează cel de-al patrulea album, Atitudine. În premieră, versurile sunt în limba română, mesajul fiind protestatar, pe alocuri ironic la adresa regulilor impuse care încearcă să îngrădească dreptul oamenilor de a fi cu adevărat liberi. Altar păstrează linia care a făcut ca trupa să se bucure de popularitate de-a lungul timpului: agresivitate, energie, atitudine. Cu acest album, Altar face un pas înainte în muzica din România combinând genul hardcore cu elemente drum’n’bass, electro, nu-school break beat, ragga, punk și industrial. Lansarea este susținută de un mini-turneu de cluburi în 15 orașe din țară și de videoclipul filmat la piesa „Născut învingător”; personajul principal este campionul K1 Ionuț Iftimoaie, care a considerat că piesa îi vine ca o mănușă, ca atare devenind și soundtrack-ul pe care acesta își face intrarea în galele K1.
La împlinirea a 15 ani de la înființare, Altar este nominalizată pentru „cel mai bun rock” la Premiile MTV 2006 și este invitată să susțină un „stage act” în cadrul galei de premiere. În vara acestui an, Altar va fi prezentă pe scena celor mai importante evenimente naționale: Artmania Fest, Peninsula, Rock la Mureș, Fânfest, Stufstock unde va cânta alături de trupe legendare din întreaga arie a rock-ului: The Exploited, Moby Dick, Him, Amorphis, Tankcsapda. Totodată, după 10 ani, trupa este invitată din nou să susțină un recital în Ungaria, în cadrul festivalului Sziget-Budapesta. 
Trupa a concertat pro bono (gratuit) la mai multe ediții ale festivalul FânFest, Roșia Montană, în cadrul campaniei „Salvați Roșia Montană”.

## Discografie

### Albume de studio
- The Last Warning (1993)
- Respect (1995)
- Born Again (1998)
- Atitudine (2006)
- Mantra (2011)
- Rapsodia românească (2022)

### Demo-uri, EP-uri
- Stop the Silence
- Under Control
- Rapsodia românească
- Antitristul

## Membrii trupei
- Andy Ghost – solist vocal
- Teo Peter – chitară bas, voce
- Damian Donca – chitară
- Toni Dijmărescu – chitară
- Eugen Tăbăcaru (Jenci) – baterie